# قائمة تشريعات المناطق الاقتصادية (مصر)
قوانين وقرارات المناطق الاقتصادية في مصر
| م                                                                                          | التشريع المنظم | تشريعات التعديلات                         | قرارات اللائحة التنفيذية للتشريع المنظم                                               | الحالة | ملاحظات |
| ------------------------------------------------------------------------------------------ | --- | ----------------------------------------- | ------------------------------------------------------------------------------------- | ------ | --- |
|                                                                                            | المناطق الاقتصادية رقم 83 لسنة 2002 | رقم 27 لسنة 2015                          | - قرار رئيس مجلس الوزراء رقم 1625 لسنة 2002 - قرار رئيس مجلس الوزراء رقم 97 لسنة 2021 |        | |
| المنطقة الاقتصادية لقناة السويس طالع أيضًا: الهيئة العامة للمنطقة الاقتصادية لقناة السويس   | |                                           |                                                                                       |        | |
|                                                                                            | تغيير اسم الهيئة العامة للمنطقة الاقتصادية بمنطقة شمال غرب خليج السويس إلى الهيئة العامة للمنطقة الاقتصادية لقناة السويس قرار رئيس مجلس الوزراء رقم 2282 لسنة 2015 |                                           |                                                                                       |        | نقلت بموجبه: تبعية المواني البحرية الستة (ميناء شرق بورسعيد، ميناء غرب بورسعيد، ميناء الأدبية، ميناء العين السخنة، ميناء الطور، ميناء العريش) إلى الهيئة     |
|                                                                                            | إنشاء المنطقة الاقتصادية لقناة السويس قرار رئيس الجمهورية رقم 330 لسنة 2015                                                                                        |                                           |                                                                                       |        | ألحقت بموجبه: المواني البحرية الستة (ميناء شرق بورسعيد، ميناء غرب بورسعيد، ميناء الأدبية، ميناء العين السخنة، ميناء الطور، ميناء العريش) بالمنطقة الاقتصادية |
|                                                                                            | تولي وزير الاستثمار الإشراف على الهيئة العامة للمنطقة الاقتصادية بمنطقة شمال غرب خليج السويس قرار رئيس مجلس الوزراء رقم 1040 لسنة 2014                             |                                           |                                                                                       |        | |
|                                                                                            | تولي وزير التجارة والصناعة والاستثمار الإشراف على الهيئة العامة للمنطقة الاقتصادية بمنطقة شمال غرب خليج السويس قرار رئيس مجلس الوزراء رقم 347 لسنة 2014            |                                           |                                                                                       |        | |
|                                                                                            | تفويض وزير الاستثمار بالإشراف على الهيئة العامة للمنطقة الاقتصادية بمنطقة شمال غرب خليج السويس قرار رئيس مجلس الوزراء رقم 640 لسنة 2013                            |                                           |                                                                                       |        | |
|                                                                                            | إنشاء المجلس التنفيذي لمشروع تنمية قناة السويس قرار رئيس مجلس الوزراء رقم 1368 لسنة 2013                                                                           |                                           |                                                                                       |        | |
|                                                                                            | تشكيل لجنة وزارية لمشروع تنمية قناة السويس كمحور لوجيستي عالمي قرار رئيس مجلس الوزراء رقم 144 لسنة 2013                                                            | قرار رئيس مجلس الوزراء رقم 1138 لسنة 2013 |                                                                                       |        | |
|                                                                                            | تفويض وزير الاستثمار بالإشراف على الهيئة العامة للمنطقة الاقتصادية بمنطقة شمال غرب خليج السويس قرار رئيس مجلس الوزراء رقم 901 لسنة 2012                            |                                           |                                                                                       |        | |
|                                                                                            | إنشاء الهيئة العامة للمنطقة الاقتصادية بمنطقة شمال غرب خليج السويس قرار رئيس الجمهورية رقم 35 لسنة 2003                                                            |                                           |                                                                                       |        | |
| المنطقة الاقتصادية للمثلث الذهبي طالع أيضًا: الهيئة العامة للمنطقة الاقتصادية للمثلث الذهبي | |                                           |                                                                                       |        | |
|                                                                                            | إنشاء الهيئة العامة للمنطقة الاقتصادية للمثلث الذهبي قرار رئيس مجلس الوزراء رقم 1788 لسنة 2017                                                                     |                                           |                                                                                       |        | |
|                                                                                            | إنشاء المنطقة الاقتصادية للمثلث الذهبي قرار رئيس الجمهورية رقم 341 لسنة 2017                                                                                       |                                           |                                                                                       |        | |

## أنظر أيضاً
- قائمة تشريعات الاستثمار والمناطق الحرة (مصر)
- قائمة تشريعات التعاقدات والمناقصات والمزايدات (مصر)
- قائمة تشريعات الطاقة والثروة المعدنية (مصر)
- قائمة تشريعات السياحة (مصر)
- قائمة تشريعات الصناعة (مصر)
- قائمة تشريعات الزراعة (مصر)
- قائمة تشريعات النقل (مصر)
- قائمة تشريعات التعمير (مصر)
- قائمة تشريعات الصحة (مصر)
- قائمة تشريعات الرياضة (مصر)
- قائمة تشريعات التنمية (مصر)
- قائمة تشريعات التجارة والشركات (مصر)
- قائمة تشريعات المواصفات والقياس (مصر)
- قائمة تشريعات الاستيراد والتصدير (مصر)
- قائمة تشريعات الإتفاقيات الدولية (مصر)
- قائمة تشريعات الرقابة والحماية والتحكيم (مصر)
- قائمة تشريعات الأسواق والأدوات المالية غير المصرفية (مصر)
- قائمة تشريعات المصارف والنقد (مصر)
- قائمة تشريعات الضرائب والجمارك والرسوم (مصر)
- قائمة تشريعات العمل (مصر)